# The Shadow on the Wall

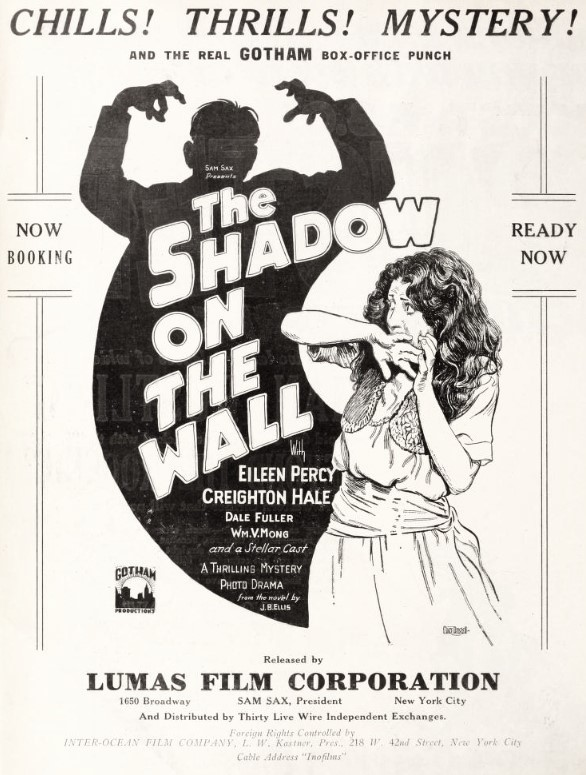
Pubblicità per il film giallo americano The Shadow on the Wall (1925), a pagina 540 del Motion Picture News del 30 gennaio 1926.

The Shadow on the Wall è un film muto del 1925 diretto da B. Reeves Eason. La sceneggiatura di Elsie Werner, adattata per lo schermo da Henry McCarty, si basa sul romanzo The Picture on the Wall di John Breckenridge Ellis pubblicato a Kansas City nel 1920.

Prodotto dalla Gotham Productions sotto la supervisione di Renaud Hoffman, il film aveva come interpreti Eileen Percy, Creighton Hale, William V. Mong, Willis Marks.

## Trama
George Walters, con l'aiuto di zio Bleary e dei suoi compari, si spaccia per il figlio perduto del ricco George Warring. La famiglia si convince della sua identità quando il profilo di George getta la stessa ombra del figlio scomparso. Un giorno, quando George ha deciso di andarsene, viene identificato da un'amica della figlia di Warring come il ladro che una volta l'ha derubata. George, poi, scopre che Glaxton, l'avvocato di famiglia sta lentamente avvelenando il padre. Il giovane decide di rimanere, smaschera la cospirazione, ottiene la mano della donna che ama, manda Bleary e Glaxton in prigione e, finalmente, viene riconosciuto come il vero e autentico George Warring.

## Produzione
Il film fu prodotto dalla Gotham Productions.

## Distribuzione
Il copyright del film, richiesto dalla Lumas, fu registrato il 16 novembre 1925 con il numero LP22010.

Distribuito dalla Lumas Film Corporation, il film uscì nelle sale statunitensi nel novembre 1925. La Stoll Picture Productions lo distribuì nel Regno Unito il 26 luglio 1926. In Portogallo, il film prese il titolo Filho Perdido.

### Conservazione
Copia della pellicola (nitrato positivo 35mm) si trova conservata negli archivi della Library of Congress di Washington.